# サムライ8 八丸伝
『サムライ8 八丸伝』（サムライエイト はちまるでん）は、原作：岸本斉史、作画：大久保彰による日本の漫画。『週刊少年ジャンプ』（集英社）において、2019年24号から2020年17号まで連載された。
岸本にとっては、『NARUTO -ナルト-』本編の連載終了から約4年半ぶりに『週刊少年ジャンプ』で連載した作品。

## ストーリー
生命維持装置なしでは生きられない虚弱体質の少年・八丸は、オンラインゲームに明け暮れていた。
ある日ペットが拾ってきたダルマに目を入れると、自らを「侍」と称する猫獣人・達麻へと姿を変える。同じ頃八丸の為にロッカーボールを求めていた父親は、取引相手の浪人に裏切られ、八丸の体内に高名な侍魂が秘められていることを知られてしまう。侍魂を狙って襲ってきた浪人に、ロッカーボールでの試しの儀を強制された八丸は、ボールに適合し「侍」へと変化。浪人を倒す。
その後、八丸が侍化したことで居場所を知ったアタが急襲。父親の犠牲で辛くもアタを撃退した八丸は、己の出生に隠された秘密を知り、達麻と共に、「宇宙を救う箱」と「その七つの鍵」を探す冒険へと旅立つのだった。

## 登場キャラクター

### 主要人物
八丸（ハチマル）
本作の主人公。生まれつき病弱で、巨大な生命維持装置に繋がれた生活を送っていた。父親のことが好きだが素直になれず反抗ばかりしている。
父親を助けるために切腹し、不動明王から三輪身の力を得て侍となる。
マンダラの箱を開ける鍵をクローンで複製する際に生まれてしまったイレギュラーな存在であり、彼の中にある鍵の力を統合しなければクローンの鍵は完成しない。同時にパンドラの箱を開ける鍵でもあると思われていたが、実際はパンドラの箱そのものだった。
早太郎（はやたろう）
犬のペットホルダー。ニャンと鳴く。元々は小型犬サイズだったが浪人に切られ、八丸の侍化に際して大型化して復活した。
八丸に柄骨を捧げキーホルダーとなる。
達麻（ダルマ）
八丸の師匠で金剛夜叉流免許皆伝の侍。直立二足歩行する二頭身の猫のような姿をしている。
宇宙を救うためにパンドラの箱と鍵を探す使命を受け、50年以上も銀河の星々を旅している。
かつて弟子であるアタの裏切りにあい、姫を失うと共に猫の姿に封じられてしまった。
巨大なウミガメ型キーホルダー「洋犬」を持つ。
モデルとなった猫がおり、単行本に写真が掲載されている。
アン姫
八丸と同じ星で姫として修行していた少女。八丸のロッカーボールの本来の持ち主であり、「運命の侍と姫」の関係に当たる。作る料理の見た目は悪いが、味はおいしい。八丸の旅に同行する。
骨河（こつが）
竜と行動を共にする少年。竜の発言に度々ツッコミを入れている。
補給のために宇宙ステーションに立ち寄っていた八丸らに強盗を仕掛け、返り討ちに合う。金欠に陥った達麻に、高額の賞金が出るバトルロイヤルの情報を提供、これに同道するが…。
竜（りゅう）
骨河と行動を共にする侍。記憶喪失で自分の素性はおろか一般常識すらおぼつかず、他者の発言にオウム返しで質問する事が多い。
侍魂を二つ所持しており、形状を自在に変形させるトリッキーな戦法を使う。

### 八丸の育った星の住民
フルタ博士
八丸の父。八丸に反抗ばかりされているが、本人は八丸のことを大切にしている。合鍵計画の元主任。出来損ないの八丸を処分しようとするも、懸命に生きる姿を見て心変わりし、彼を連れて逃げ出し息子として育てる。アタを道連れにしようとするも失敗し、亡くなる。
ナナシ
武士を育成する夜叉流忠道場で暮らす引きこもり。性別が不明瞭。左右の手がしゃべる。右手は男性の人格で左手は女性、それぞれ喧嘩する。八丸の最初の友達。後に侍となり八丸の危機に駆けつける。
無尽（ムジン）
金翅鳥不死身。守護侍。星位大将軍。キーホルダーはカルラテン。
浪人
「武士じゃねえ侍だ！ 浪人だがな」と語る男。八丸に散体させられた。
盗賊
道場を襲うも八丸とナナシに撃退された3人組。

### アタの仲間
アタ
無比力のアタ。達麻の元弟子であり、金剛夜叉流から烏枢沙魔流へと寝返った侍。クローン鍵によってマンダラの箱を開ける計画を主導している。烏枢沙魔を除く4流派の殲滅と、その息がかかった宇宙域の消滅を企む。いくつもの星を角爆弾で滅ぼし、そこに住む侍の侍魂を回収している。
ニリ姫
アタの姫。
一角（イッカク）、二角、三角、四角、五角、六角、七角
「7人の鍵侍」。マンダラの箱を開けるのに必要な7つの鍵として作られた人造人間。意図せず八丸が生まれたことでその力は不完全となり、鍵としての効力は薄れてしまった。

### その他
不動明王（ふどうみょうおう）
武神。かつて「願いを叶える流星」とよばれた。
他の宇宙より来訪した「情報集積体」であり、粒子が漂うだけだった「完璧な宇宙」に自身の肉体をばら撒いて、星や命が生まれるきっかけを与えた。
同時にパンドラの箱・マンダラの箱・ロッカーボール・侍のシステム等を作り、不完全になってしまった宇宙を滅ぼそうとするカーラへの、対抗勢力とした。

## 用語
武士
星を守るために働く侍候補の人間。侍や姫のような超常的な力を持つ者は居ない模様。
浪人
姫と共に行動せず、特定の城にも属さない侍や野武士を指す。特に侍はその能力の優位性を利用し、強盗など暴力で他人を害する者が居る。

ホルダー
動物などの形態を持つ、機械生命体と思われる存在。プログラムを入力し行動を制御でき、ペットとして飼われたりしている。
パンドラの箱
かつて武神・不動明王が星々を救う方法を収めたと伝えられる立方体の箱。開けるには定められた七人の侍の鍵が必要とされている。
マンダラの箱
パンドラの箱と同じく不動明王が残したと伝わる球状の箱。こちらには銀河を滅ぼす力が納められているとされ、同じく開封には七人の侍の鍵を必要とする。

### 侍関連
ロッカーボール
星の地中に埋まっている球状の物体。不動明王が残したプログラム装置。人間の腰ほどの大きさがある。備え付けられた小刀を人間に刺すことで適合を試す。適合すれば肉体が変化し侍となるが、適合できなければ死んでしまう。その希少さ故か高額で取引される。
侍
ロッカーボールに適合し、肉体をサイボーグへと変化させた人間。鍵侍とも呼ばれる。身体は脊柱に似た鍵（キー）と呼ばれるメモリーユニットを中心に機械へ再構成されており、宇宙空間ですら自由に行動できる。また身体を切られても死ぬことは無く、素粒子を繋げる力を操り自らの体やキーホルダーを周辺の物質を使い修復、メタモルフォーゼ（変形）させられる。鍵や身体からはコードの様な紐を伸ばし、他の侍と接続し情報をダウンロードしたり、人間相手でも記憶を読み取るなどの様々な機能がある。「義」を失う、「勇」を失う、不動明王に見放されるなどの条件（詳細不明）で鍵を残しロッカーボールへと回帰する「散体」という現象が起きる。
侍魂
侍になる際に体内に生成される人魂状の球体。「魂」と呼称されるものの、自我や意思などの精神的な物が宿っている訳ではなく、高エネルギーの塊にすぎない。切り離されても侍本体の行動に支障はなく、また侍魂単体を他の機械のエネルギー源とすることも可能。
キーホルダーの持つ柄骨と組み合わせることで形状を変化させることができ、これにより作られた武器は侍が鎧として纏ったキーホルダーを切断するほどの切れ味を誇る。使用に際し本人確認などは必要なく、赤の他人であっても自由に扱える。高名な侍の侍魂は羨望の的となり狙われる時がある。
キーユニット
侍になる際に元の肉体が変化して生み出される脊柱に似たユニット。侍の再生の核となる部分であり、頭と胴が分断された場合はキーユニットのある頭側から再生され、胴体は消滅する。肉体同様に再生が可能であり、傷つけられても思考や行動には一切支障はない。
自分の意志で開頭し体外に露出させることができ、他の侍との有線接続やプロジェクターとしての機能も果たす。更にそのまま引き抜いてしまう事も可能であり、この場合は再生は起こらず、残された抜け殻のボディが自我を保ったまま行動できる。
姫
地中に眠るロッカーボールを感知する能力を持った女性。また運命により巡り合った侍に、祈りによって力を与える能力も持つ。普段は武士や侍達に守られた城に住み、生け花などの修行を行う。ロッカーボールは侍という強力な戦力を作り出す装置のため、それを感知できる姫は敵対勢力から狙われ、過去には侍同士で姫を奪い合う死闘が起きていた。
運命の侍
姫が最初に見つけたロッカーボールから誕生した侍。三身一体を為す重要な存在。ただしその関係は永遠のものではなく、関係を解消し別の侍を運命の相手とすることもできる。
キーホルダー
ホルダーの中でも侍が持つホルダーをキーホルダーと呼称する。侍の持つ素粒子操作能力によってホルダーの身体も武器や鎧、乗り物として扱える。
柄骨
ホルダーに内蔵されている侍魂の形状変化装置。ホルダーはこれを引き抜いた侍を主と認め付き従う。ロッカーボールを作り出した武神・不動明王との関係は不明。
三身一体（さんみいったい）
侍、姫、キーホルダーの三者が協力し一つの力となった状態を表す心得。姫は侍に力を与え、キーホルダーは侍の戦力となる。

### 流派
流派ごとにさまざまな技があり、ステータスが規定値に達することで習得が可能。技の発動にはキーユニットのライフ値が必要であり、消耗したライフ値は時間経過や食料の摂取で回復できる。
金剛夜叉流
降三世流
大威徳流
軍荼利流
烏枢沙魔流

### 地理
八丸の育った星
城下町、夜叉流忠道場がある。
無雲（むうん）
衛星。アタに破壊される。

## 制作
2018年12月23日、幕張メッセで開催されたジャンプフェスタ2019で翌年春から連載すると発表、告知動画（YouTubeにもアップロード）や岸本のコメントが紹介された。
岸本は、前作『NARUTO -ナルト-』について、やり切った気持ちはあったが、完璧な作品ではなかったとの思いもあり、終了から2年半ほどしてまた漫画を描きたくなった。新連載の構想を練るに当たり、当初は『NARUTO』と全く別の方向性を持たせようとしたが、読者が求めているのは日本人が理解しやすい世界だと思い直した。本来はSF漫画と侍の漫画を別々に描きたかったが、今後複数連載することは年齢的に難しいため、両方混ぜ合わせた。侍物としては新たな視点を持ち、SFはとっつきにくいジャンルだが、侍をテーマに入れれば少年誌でも分かりやすくなり、SFを面白く伝えられると考えた。岸本自身が和風好きで侍を描きたかったのも理由となった。また侍物も複数混ぜ合わせたく、タイトルは『七人の侍』と『南総里見八犬伝』を合わせたもので、ストーリーの下敷きは後者である。岸本は、通常少年ジャンプで数ページに渡り専門用語が羅列されると読者が離れて打ち切りになるため新人ならSFは選ばず、本来漫画でやっていけないが、「『NARUTO』作者の新作なら少しの間は我慢してくれると目論んだ」と語っている。SFは導入が難しく、読者に伝わってないものを描いているジレンマもあった。打ち切りにならないようにSFをどうわかりやすく少年向けとして描くかが一番の課題で、前半ではSFガジェットの科学的な説明を控えめに、魔法的にわかるようにし、それはアーサー・C・クラークが「十分に発達した科学技術は魔術と見分けがつかない」と言ったこと通りのイメージだった。そして読者が世界観がわかった頃に科学的に説明することにした。本作とは全く別の内容だが、岸本が集英社に初めて応募した侍物の作品は賞を取れなかったため、リベンジの意味合いもあった。『NARUTO』より面白くするため、『NARUTO』以上に時代の流れを意識して取り入れ、現代人の悩みや苦しみなどの問題を描くことにした。本作はアニメ映画『AKIRA』の主人公たちが監房で話す場面がヒントにもなっている。
岸本が原作担当になったのは、アシスタントである大久保の絵を世に出すためであった。『NARUTO』の単行本のおまけページで描いていた大久保の絵は、だんだんと上達して行き、岸本は大久保の絵を、少年誌らしいタッチでセンスの良さがあり、殺伐とした場面やストーリーでも温かみのある独特の世界観が表現できるとして、「負けた」とすら感じていた。大久保は独り立ちして連載を目指していたがうまくいかず、岸本は『NARUTO』連載中から「作画をするなら自分が原作をやる」と声はかけていたが、大久保は冗談扱いしていた。岸本も『NARUTO』完結後は、もう漫画を描かないかもしれないとも思い、実際にプライベートを優先して暫く創作活動を控えていた。また岸本の過去の経験から、週刊で物語と作画両方を担うのは難しいと感じたのも、原作担当になった理由で、週刊月刊以前に季刊ペースでやっとだと吐露している。
漫画のテーマの1つは「愛情」で、それを描きたいというより、人が共感できるのはそれしかないと岸本が思い始めたからだった。また、「完璧がいいとも限らず完璧でなくてもいい」こともテーマで、わび・さびや完成してないものが美しい、という事を描きたいと語っていた。対象読者については、お金や何でも手に入る大人ではなく、制限があって自由が利かない子供に読んで欲しいとしている。要素の1つに侍を選んだのは、賢くはない不完全さを持つが、役立たずに死んでいくわけでもない、微妙な存在であるのが理由だった。ただ、SFと侍を一緒にやれば一石二鳥だと思ったが、侍は死と隣り合わせに生きる死の象徴、SFは科学の発展で死の概念がなくなる世界を考えたことで、死と不死がなかなか混ざらなかった。SFのガジェットには説明にページを割く必要があることから、できるだけ知られているものを流用して直感的にわかってもらえるものとして、鍵を侍のメタファーとして表現。主人公の相棒をキーホルダーと名付け、ガジェットとして面白く、子供にも伝わると思った。『NARUTO』と同じく家族との結びつきを描き、岸本は子供と親両方の気持ちが分かるようになり、自分の少年時代を思い出しながら気持ちを描いた。
キャラクターデザインは岸本と大久保の2人で考えた。映画『IT』から着想を得て、キャラの位置をズラしている。例えば主人公の八丸は眼鏡をかけているが、頭脳派ではなく活発な少年で、見た目通りの型にはまらないキャラクターである。また登場人物のベースは『ドラえもん』で、八丸は野比のび太に当たる。連載前に岸本は「『NARUTO』のノウハウを全部ブチ込んでいるので、順当にいけば『NARUTO』を超える作品になるはず!」と豪語した。単行本は10巻程度を予想しているが、『NARUTO』も15巻くらいの予定だったのでどうせ延びるでしょうとしていたが、作品が受け入れられるか不安だとも語っていた。連載開始記念に発行された『サムライシンブン 第零号』で、ジャンプ編集長中野博之は「岸本先生と帰還と大久保先生の出現で、ジャンプにとって完璧な『鍵』が揃いました」と大きな期待を寄せ、岸本は物語のゴールは決まっているとしている。2019年5月10日から16日まで東京都渋谷区の20か所に全131種類の本作のネームを元にした広告を掲出する企画が行われた。連載開始にあたって、岸本は4年休むと素人同然ながら周囲のプレッシャーは強く、温かく見守って欲しいがジャンプでは悠長でいると打ち切られるため、引き締めて全力を尽くすと語った。中野は第1話のネームを見て「素晴らしいお土産をいただいてしまった」感動とともに「これはいける!」と確かな手応えを覚えたとしている。

## 反響
単行本第1巻に、Anime News Networkのレベッカ・シルバーマンはB-評価を下している。コミックブックリソース（CBR）のアンソニー・グラムリアは説明過多や作画の読み難さを批判しつつ挽回の可能性を述べている。Aanime UK Newsのコールド・コブラも4/10の評価を下した。
肯定的なものとして、The Outerheavenのジョシュ・ピエドラは大久保のキャラクターデザインや岸本のストーリー・キャラの多様性を評価した。Comic Book Binのリロイ・ドレゾーも8/10の高評価だった。
結果的に単行本の巻数は、岸本の想定の約半分で終了した。人気を得られなかった理由としてCBRのティモシー・ドノヒューは、主人公の性急な成長や世界観の説明に終始する展開、八丸の苦悩に深みが感じられないこと、作画は戦闘シーンが分かり難いことなどを挙げ、これは担当編集が手綱を握っていた『NARUTO』とは、正反対の制作方式だからではないかとしている。捜狐の二次元那些事は、日本ではSF漫画市場が大きくなく複雑な設定よりもシンプルさ、熱血な方が読者が興味をそそられやすい、岸本がSF漫画を描いたことがなかったこと、世界観などの設定が多過ぎて複雑だからだとした。第1話のネームを見た『ダ・ヴィンチ』のインタビュアーは「度肝を抜かれる設定、キャラ、ストーリー、仕掛けのつるべ打ち。全72ページという短さにもかかわらず、まるで2時間のハリウッド映画を観たかのような濃厚さだった」と言い、岸本はそういう気合いで制作していたという。
単行本の売り上げは同時発売の1、2巻が初週にオリコンコミックランキングトップ30に入らずそれぞれ2万部未満、3巻は初週9700部代と低調だった。

## 書誌情報
- 岸本斉史（原作）・大久保彰（漫画） 『サムライ8 八丸伝』 集英社〈ジャンプ・コミックス〉、全5巻
  1. 「1つめの鍵」2019年10月9日発行（10月4日発売[集 1]）、ISBN 978-4-08-882022-4
  2. 「誰のために、何のために」2019年10月9日発行（10月4日発売[集 2]）、ISBN 978-4-08-882082-8
  3. 「コツガとリュウ」2020年1月9日発行（1月4日発売[集 3]）、ISBN 978-4-08-882175-7
  4. 「相棒」2020年3月9日発行（3月4日発売[集 4]）、ISBN 978-4-08-882227-3
  5. 「次の流れ星」2020年5月18日発行（5月13日発売[集 5]）、ISBN 978-4-08-882281-5